# 유스티니아누스 페스트

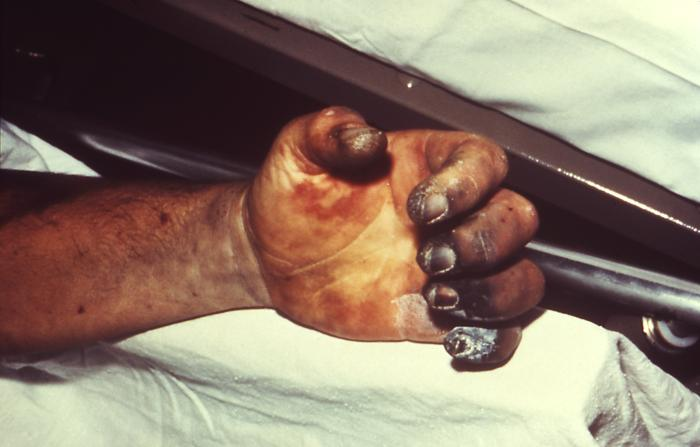
유스티니아누스 페스트의 특징은 손 조직의 괴사였다고 하는데 이는 흑사병과 유사하다.

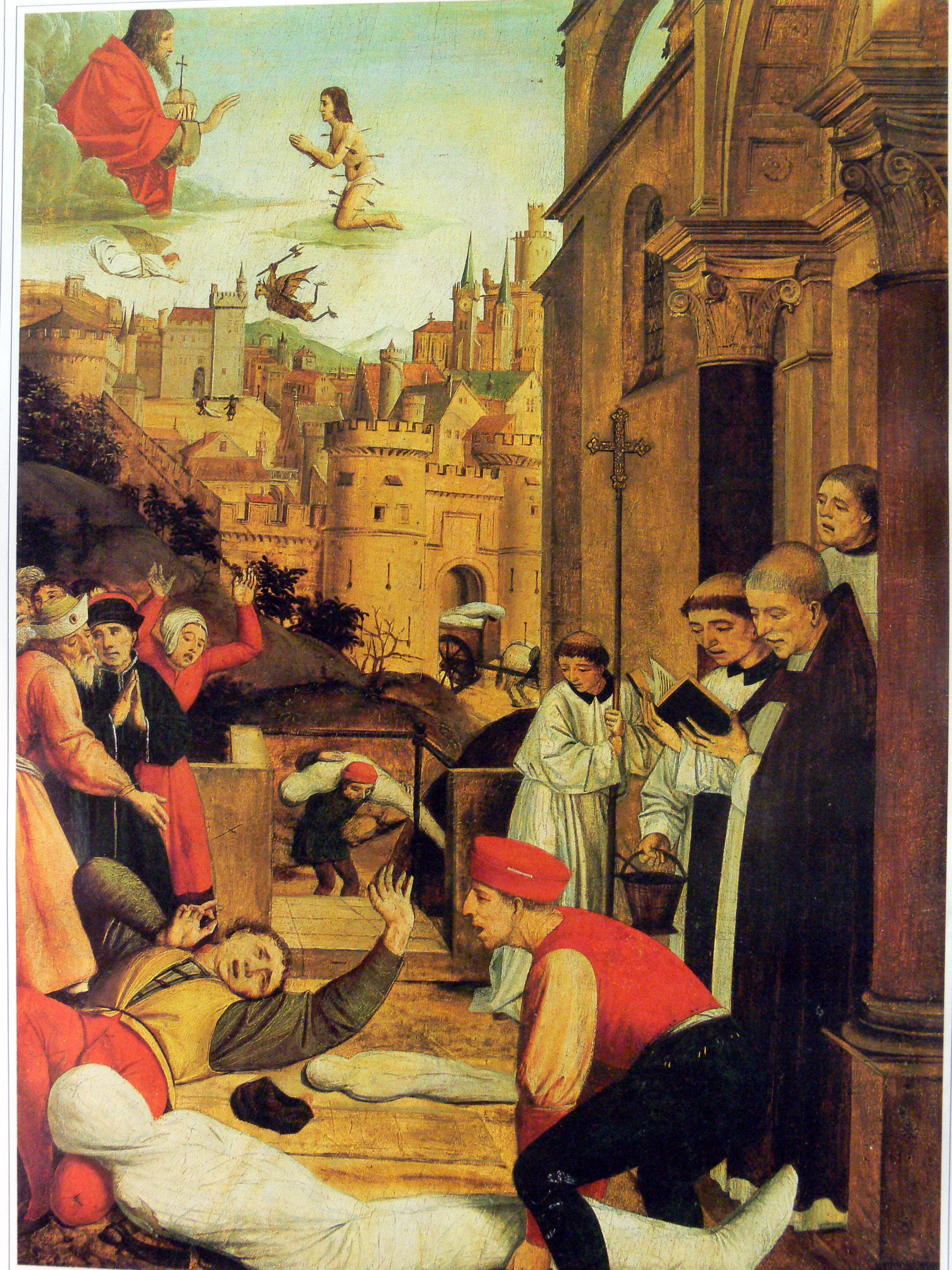
유스티니아누스 페스트로 인한 장의 행렬

유스티니아누스 페스트(Plague of Justinian)는 541년에서 542년까지 동로마 제국, 사산 제국, 그리고 지중해 연안 전역에 걸쳐 발생한 페스트 범유행이다. 역사상 가장 끔찍한 페스트 범유행 중 하나였으며, 2천 5백만 ~ 5천만 명의 사람이 사망했다. 유스티니아누스 자신도 이 병에 걸렸지만, 살아남았다고 한다. 유스티니아누스 페스트는 750년 경까지 이어지는 제1차 페스트 범유행의 시작이었다.

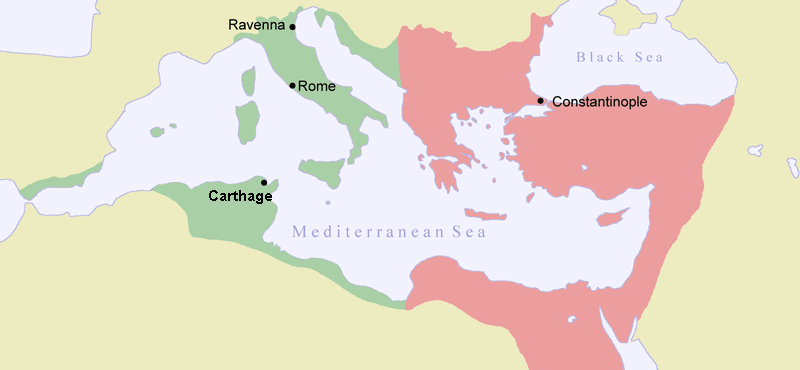
동로마 제국 - 연두색은 유스티아누스 1세에 의해 수복된 서방영토

## 발생 시기와 지역
유스티니아누스 1세가 동로마 제국의 황제로 있던 시기에 발생했기 때문에 이러한 이름이 붙여졌다. 수도 콘스탄티노플 뿐만 아니라, 지중해 전체의 항구 도시들과 사산 제국까지 괴롭힌 범유행 전염병이었다. 콘스탄티노플이 항구도시이다 보니, 상선에 전염병에 감염된 벼룩을 달고 다니는 쥐가 항상 들끓었던 것이다.

## 사망자 수 추정치
일부 역사가들은 유스티니아누스 페스트가 역사상 가장 치명적인 전염병 중의 하나라고 생각하며, 나중에 2세기 후에 재발까지 한 것을 계산하면, 1억 2천만까지 사망에 이르렀다고 추정한다. 이 인구는 유럽 인구의 절반에 해당하는 수이다. 페스트 범유행의 사회적, 문화적 영향은 14세기 유라시아를 황폐화시킨 흑사병의 영향과 비교되는 수준이다. 하지만, 2019년도 새로운 연구 결과에 의하면, 유스티아누스 페스트의 사망자 수와 사회적 영향이 과장되었다고 한다.

## 감염균
2013년에 연구원들은 유스티니아누스 페스트의 원인이 흑사병을 일으키는 박테리아와 동일하다고 발표하였다. 흑사병이 훨씬 짧은 기간에 발생했으나, 유럽인의 1/3~1/2를 죽일만큼 강했다. 키르기스스탄, 카자흐스탄, 중국 국경의 톈산산맥에서 해당 박테리아의 균주가 발견되었다.

## 전염병 주기
전염병은 8세기(약 750년까지)까지 주기적으로 돌아 왔다.

## 같이 보기
- 엠마우스 페스트